# Johannes Kleiman
Johannes Kleiman (Koog aan de Zaan, 17 de agosto de 1896 - Ámsterdam, 28 de enero de 1959) fue uno de los ciudadanos neerlandeses que ayudaron a ocultar a Ana Frank y a su familia durante la ocupación nazi de los Países Bajos. En la versión original del Diario de Ana Frank, aparece bajo el seudónimo de Sr. Koophuis. En ediciones posteriores del diario, el seudónimo es eliminado y Kleiman aparece como el Sr. Kleiman.

## Biografía
Kleiman nació en Koog aan de Zaan, Países Bajos, y conoció a Otto Heinrich Frank en 1923 cuando estaba tratando de establecer una sucursal del Banco Michael Frank en Ámsterdam. Kleiman fue registrado como apoderado del banco en mayo de 1924 y se le concedieron poderes totales en diciembre del mismo año, cuando el banco entró en liquidación. Fue contratado por Frank como contador para Opekta y Pectacon en 1938. Desde 1933, cuando la familia Frank huyó a los Países Bajos para escapar de la persecución nazi en Alemania, ya habían establecido una amistad cercana. 
Johannes Kleiman se convirtió en un miembro de la junta de Opekta y la empresa se estableció en su domicilio por los siguientes cinco meses hasta que se trasladó al nº 263 de Prinsengracht a finales de 1940. Johannes Kleiman fungió oficialmente como contador tanto para Opekta como para Pectacon. Trabajó junto con Victor Kugler y la secretaria Bep Voskuijl para Pectacon, y con Otto Frank y su secretaria Miep Gies para Opekta.

## Prisión
En agosto de 1944, Kleiman fue arrestado junto con Victor Kugler por la Gestapo después de un informante desconocido alertara a las autoridades de que estaban ayudando y ocultando judíos en los locales de Prinsengracht. Después de un interrogatorio en la sede de la Gestapo, Kleiman y Kugler fueron trasladados a una prisión en el Amstelveenseweg para judíos y presos políticos en espera de su deportación. Luego, fue encarcelado en el campo de concentración de Amersfoort antes de ser puesto en libertad por dispensa especial de la Cruz Roja, debido a su salud deteriorada. En total, fue prisionero de los nazis por unas seis semanas.

## Últimos años
Después de la publicación del Diario de Ana Frank, donde detalla sus dos años en la clandestinidad, Kleiman guio con regularidad a periodistas y visitantes al antiguo escondite que había sido desalojado a inicios de los años 1950. Estuvo muy involucrado en la creación de la Fundación Ana Frank el 3 de mayo de 1957, pero no vivió para ver el edificio convertido en museo en 1960. Falleció, detrás de su escritorio, el 28 de enero de 1959 en Ámsterdam.